# Schlosskirche Friedrichshafen

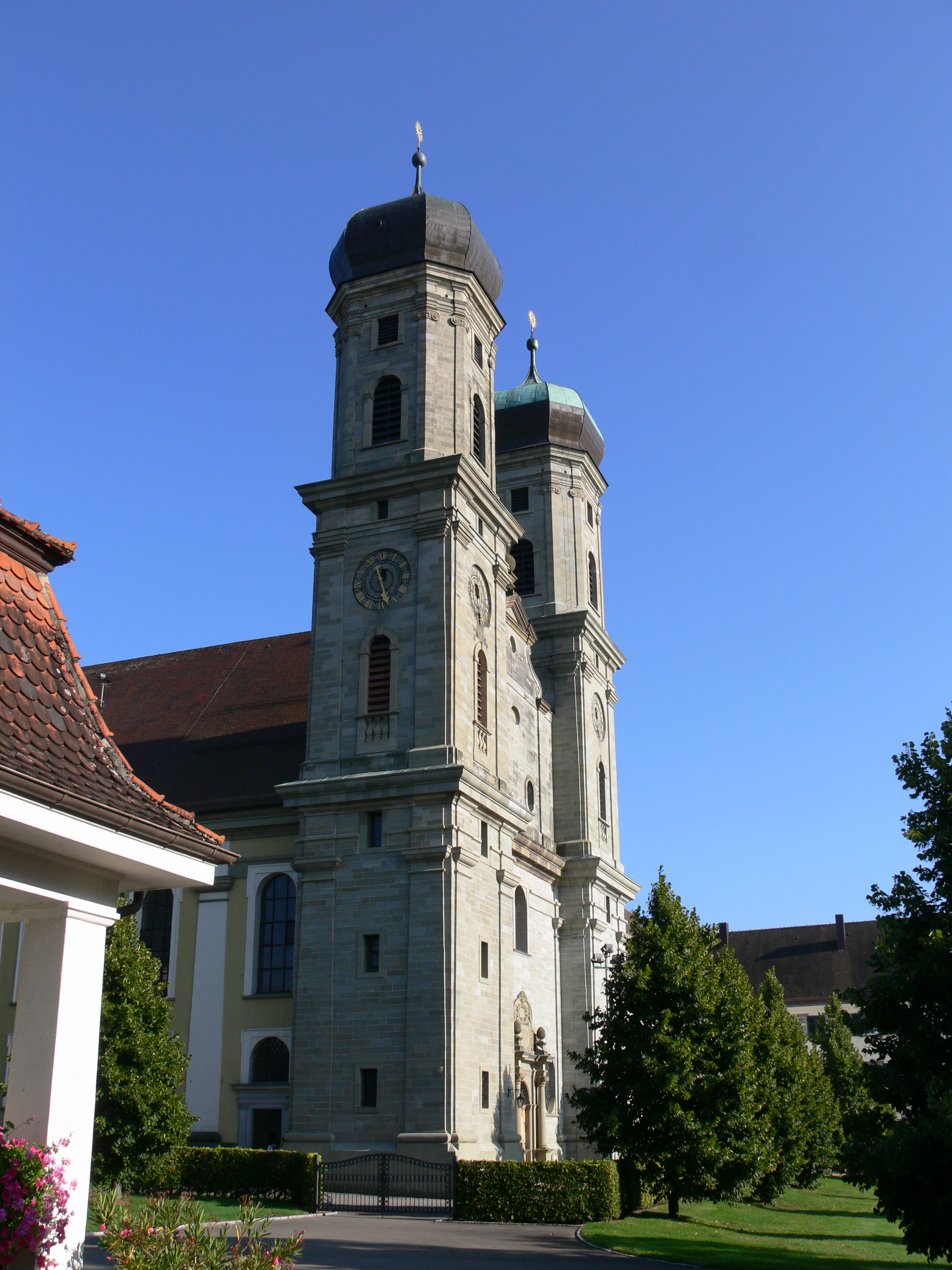
Schlosskirche

Die evangelisch-lutherische Schlosskirche befindet sich am Ende der Klosterstraße in Friedrichshafen und am Bodensee-Rundweg und ist ein bedeutendes Bauwerk im Verlauf der Oberschwäbischen Barockstraße. Ihre beiden 55 m hohen Türme sind ein markantes Wahrzeichen der Stadt Friedrichshafen. Zur Zeit der Erbauung im Jahr 1702 war sie der größte barocke Kirchenbau am Bodensee.

## Geschichte

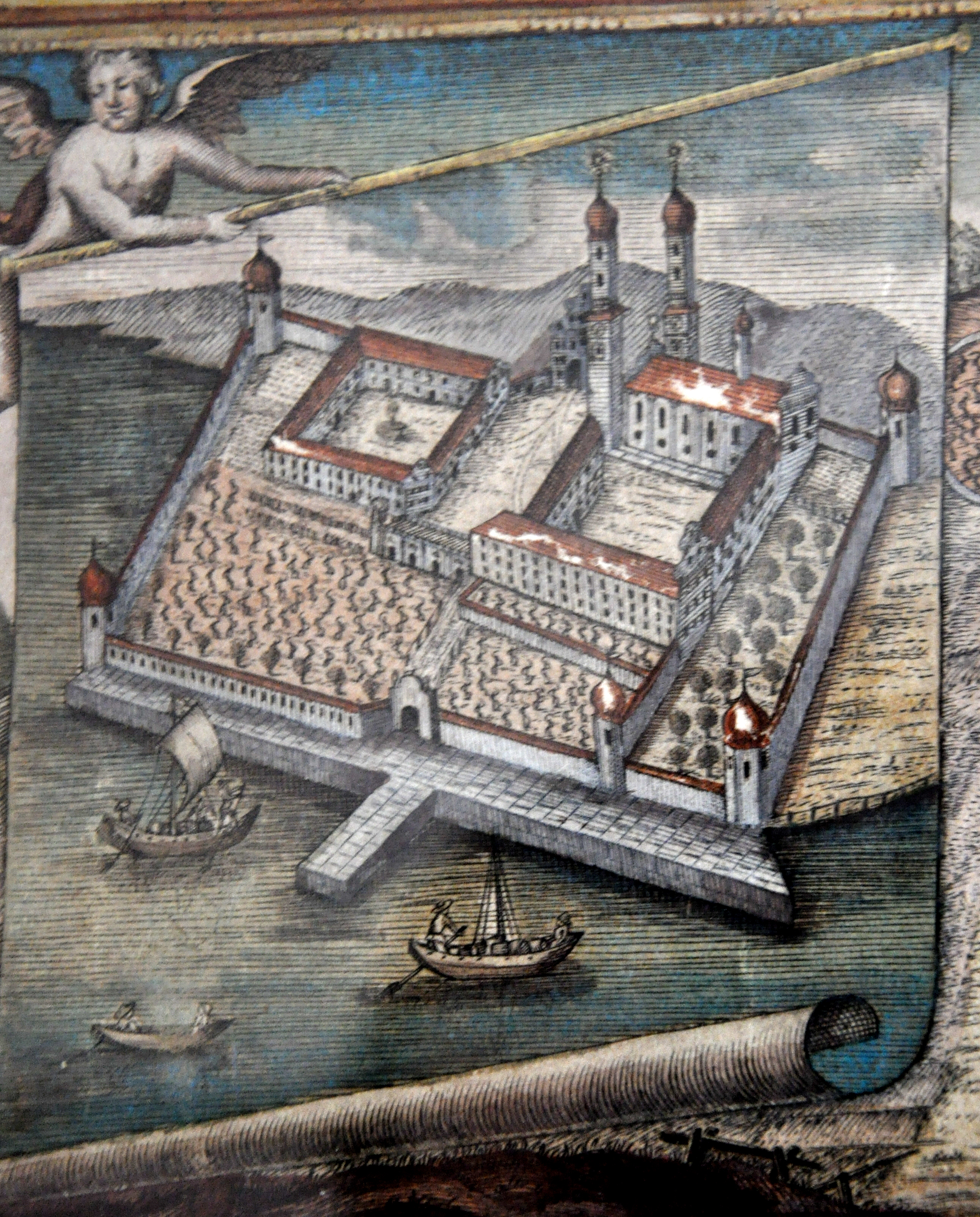
Historische Darstellung (Kupferstich von 1801) mit erhaltenem Dachreiter

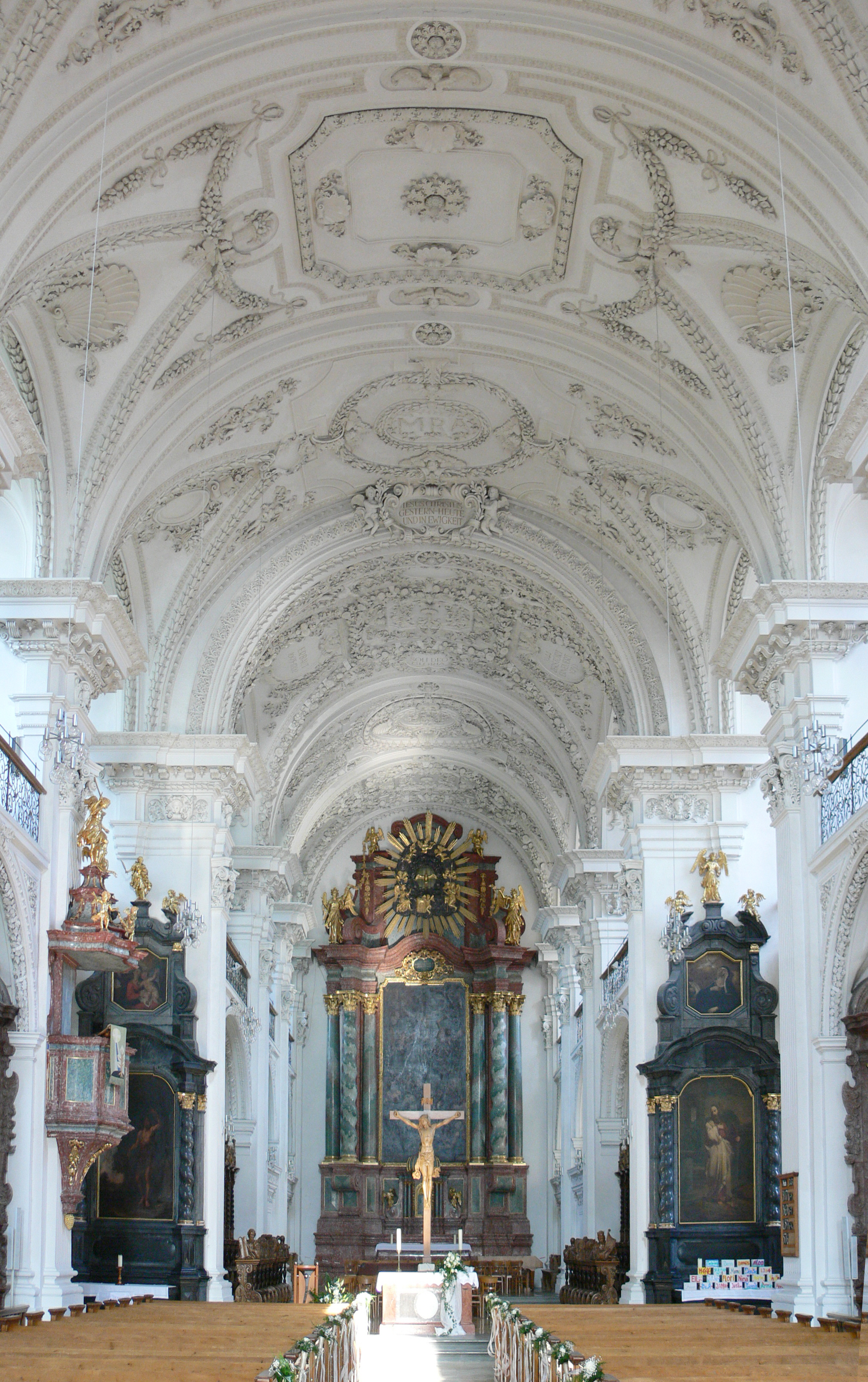
Innenansicht

Die Kirche wurde 1695–1702 nach Plänen von Christian Thumb als Teil des ehemaligen Benediktiner-Klosters Hofen errichtet und am 8. Oktober 1702 konsekriert. 1803 wurde das Reichskloster Kloster Weingarten, dem das Kloster Hofen zugehörig war, säkularisiert und kam an Oranien-Nassau. 1804 wurde es durch Österreich eingezogen und im Frieden von Pressburg durch Napoleon 1806 an Württemberg überschrieben. Das Dorf Hofen wurde 1810/11 mit der Stadt Buchhorn zur neugegründeten Stadt Friedrichshafen vereinigt. Die Klosteranlage mit der Kirche wurde der württembergischen Hofdomänenkammer zugeteilt, welche das Kirchengebäude 1812 der neu gegründeten evangelischen Kirchengemeinde Friedrichshafen zur Verfügung stellte. In dieser Zeit wurde bis auf die Beichtstühle und den Abbruch eines Dachreiters über der Ostwand die Kirche nicht nennenswert verändert.
Bei einem Bombenangriff im Zweiten Weltkrieg am 28. April 1944 wurde die Kirche schwer beschädigt. Der Südturm brannte aus, der Dachstuhl wurde vollständig zerstört. Erst 1947–1948 konnte mit Schweizer Hilfe ein Notdach errichtet werden. Durch die bereits eingedrungene Feuchtigkeit wurden der Stuck und die Deckenbilder des Hauptschiffes, die Kirchenbänke und die Orgel zerstört. Beim Wiederaufbau 1949–1954 wurde der fehlende Stuck durch Josef Schnitzer in einfacherer Form nach alten Fotos ergänzt. Die Kirche wurde zu gottesdienstlichen Zwecken bereits am 1. Juli 1951 wieder eingeweiht.

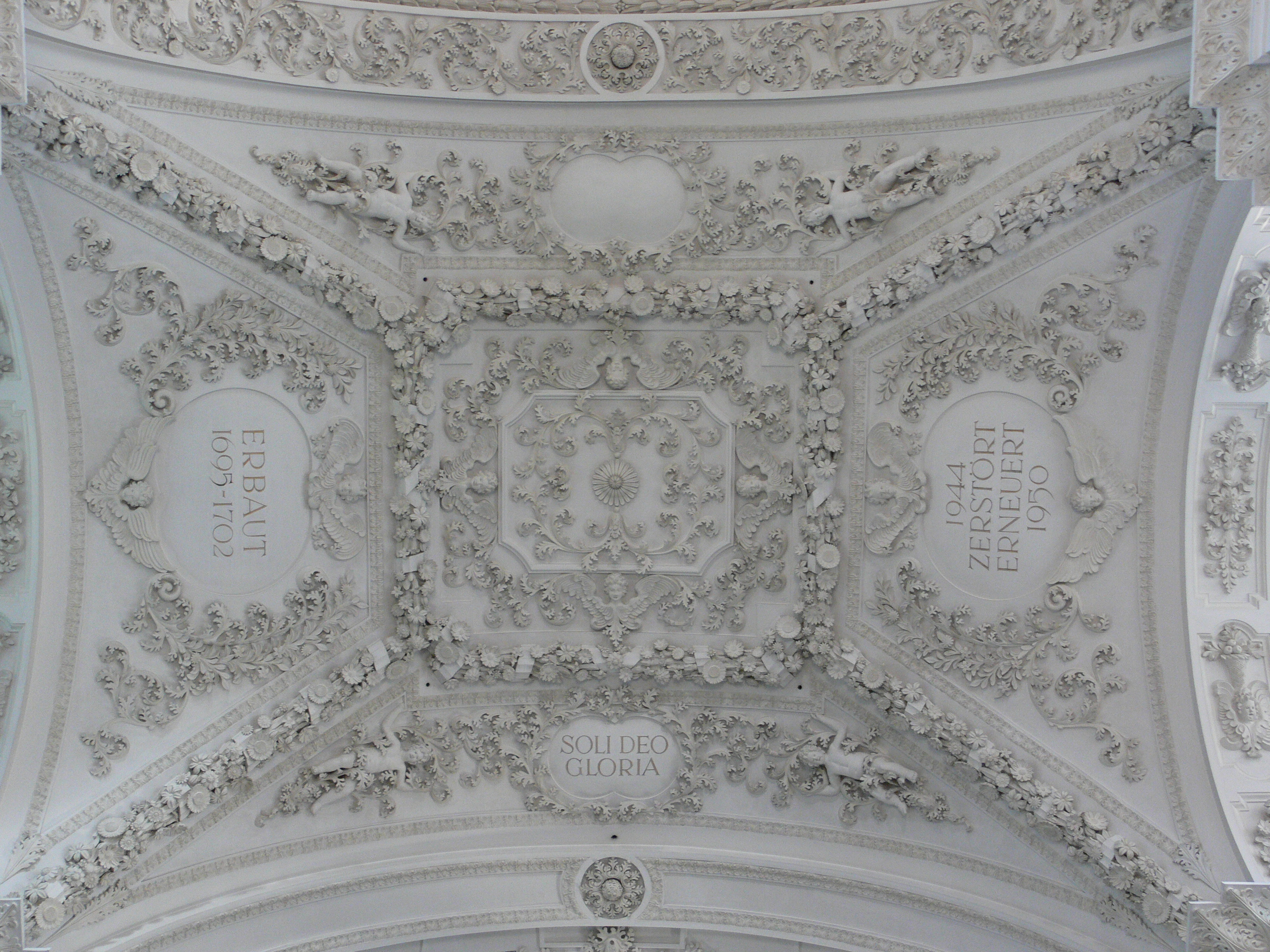
Originaler Stuck
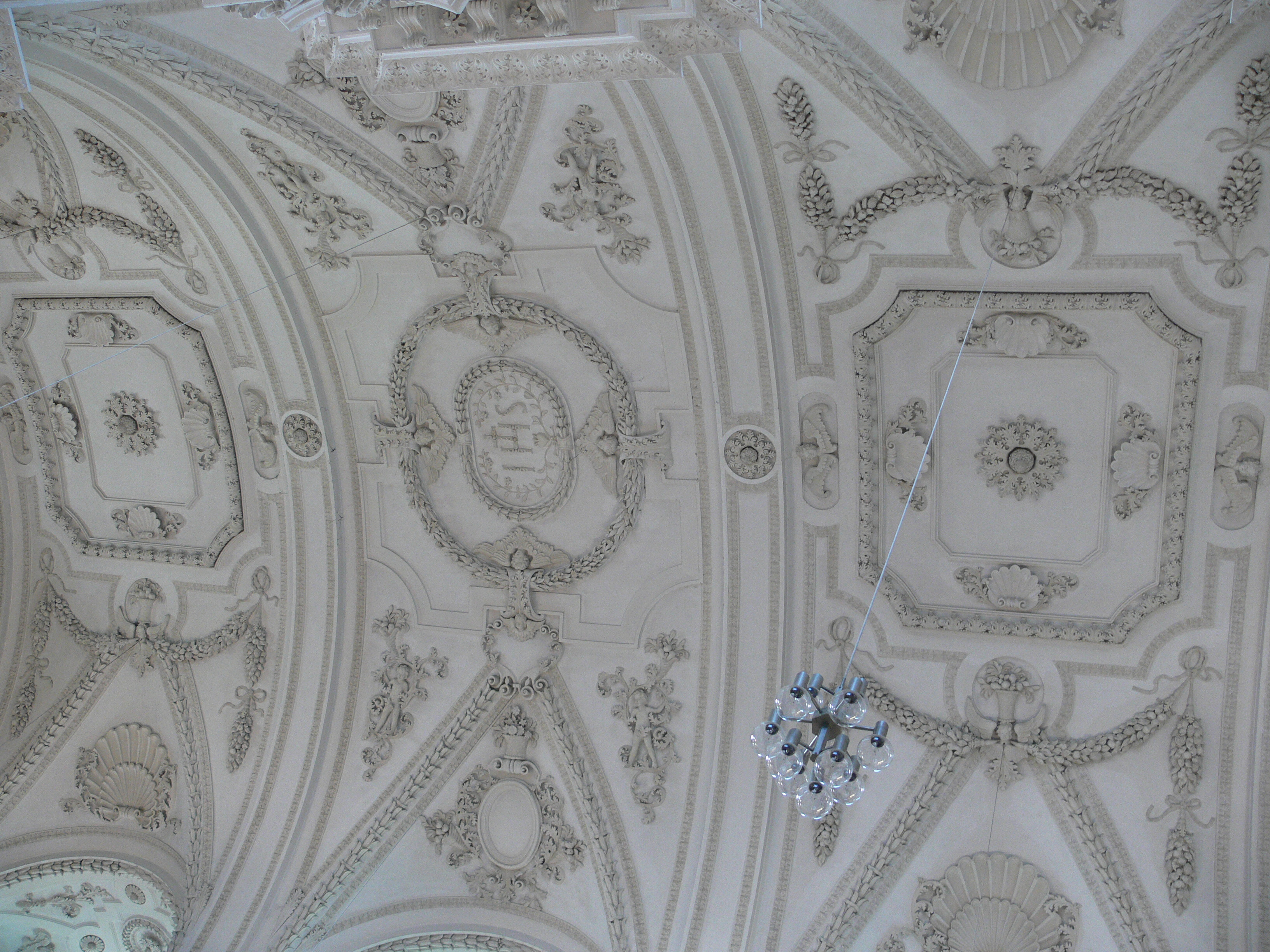
Rekonstruierter Stuck

## Kirchenbau

### Westfassade
Die Fassade der ehemaligen Benediktiner-Prioratskirche ist eine markante Doppelturmfassade mit zurückspringendem Mittelteil. Der zweigeschossige Mittelteil ist bis auf das Portal sparsam gegliedert. Das zweite Geschoss des Mittelteils ist als Giebelwand mit von Voluten gestütztem Dreiecksgiebel gestaltet. Die von Zwiebelhauben bekrönten Türme haben drei Geschosse. Erstes und zweites Geschoss weisen einen quadratischen Grundriss auf, das dritte einen achteckigen. 

### Innenraum
Die Kirche folgt der Tradition des Vorarlberger Münsterschemas. Sie stellt eine Weiterentwicklung der Raumidee des Klosters Obermarchtal dar. Von Obermarchtal kommt u. a. die Form von Wandpfeilern und Emporen. Der Baustil des Frühbarock fußt mit  seiner strengen Linienführung noch auf der Zeit der Renaissance.
Die Friedrichshafener Schlosskirche ist eine geostete Wandpfeilerhalle mit Emporen und gerade schließendem Chor. Der Grundriss basiert auf einer einfachen Grundfigur: Ein einfaches Längsrechteck umfasst ein vierjochiges Langhaus und einen dreijochigen Chor. Ein Vorjoch nimmt im Westen Vorhalle und Orgelempore auf. Das erste Chorjoch ist tiefer. Die Wandpfeiler haben T-Form und sind mit kannelierten Pilastern besetzt. Die Pilaster tragen vorkragende Gebälkstücke, die als Kämpfer für Gurte und Gewölbeflächen dienen. Die zwischen den Wandpfeilern eingespannten Emporen teilen die Seiten in etwa gleich hohe und von Quertonnen überspannte Teilräume; unten befinden sich die Kapellen. Leicht abgeflachte Stichkappentonnen überwölben Langhaus und Chor. Gurte gliedern die Tonnen, die im Langhaus reinen Stuckdekor zeigt und im Chor Gemälde aufnimmt. Der Altar ist Ziel des Raums. Der Lichteinfall wird durch übereinanderliegende Fensterreihen ermöglicht.

## Ausstattung

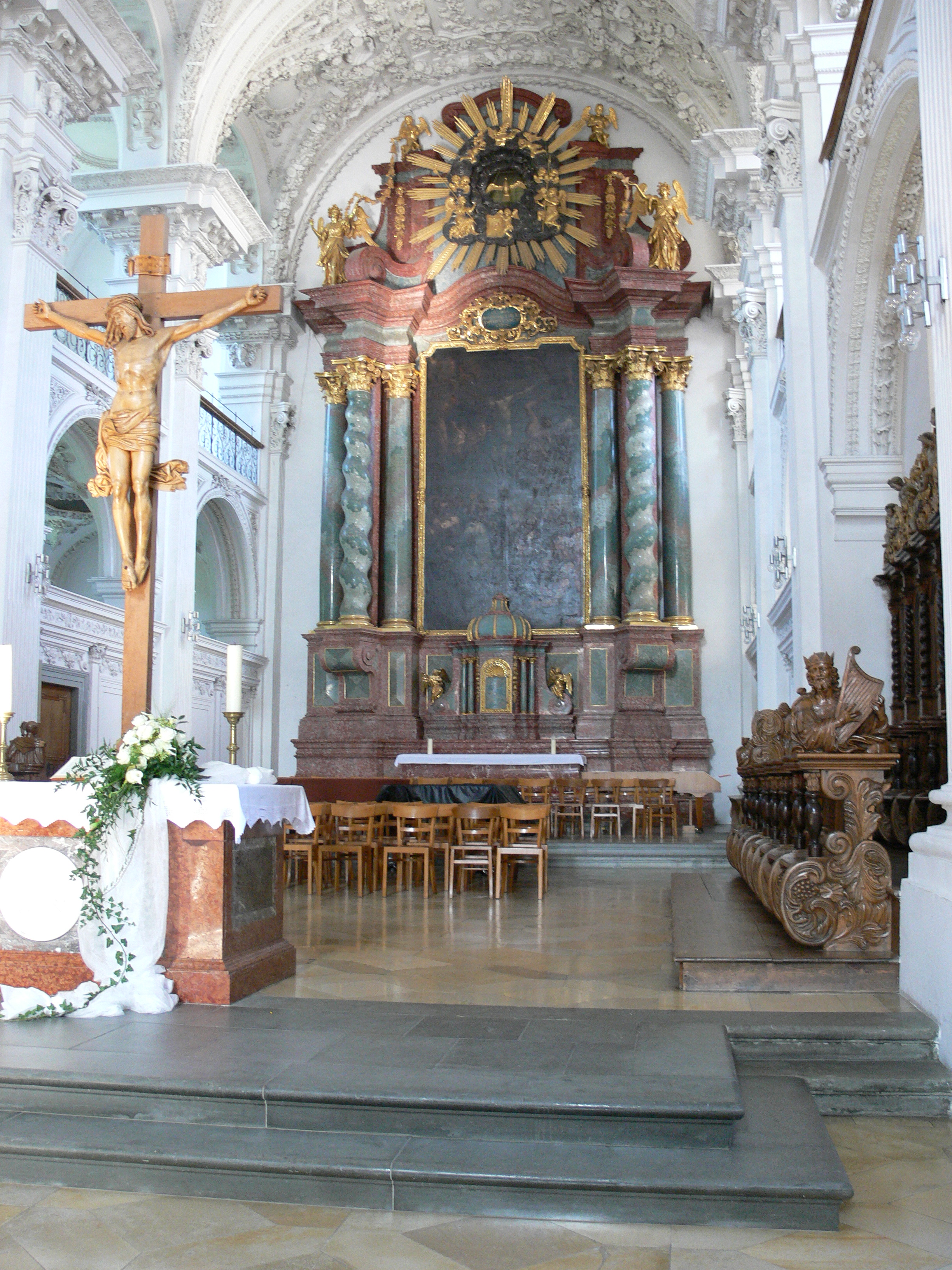
Hochaltar und Chorgestühl

Der Dekor wird durch die Kunst der Wessobrunner Bau- und Stuckateurschule geprägt. Die Stuckarbeiten stammen von Vater und Sohn Schmuzer. Der Stuck – „ein lebendig sprießender Flor von Ranken, Girlanden, Blüten und Blattstäben“ – ist in seiner heutigen Form ein Werk der Wiederherstellungen der Nachkriegsjahre. Die Deckengemälde von dem Rottweiler Künstler Joseph Hildebrandt sind auf Leinwand ausgeführt. Beachtenswert sind die Kanzel von Martin Höfele aus dem Jahr 1702 mit den Kanzelfiguren von Ursus Byß und die Altäre mit Aufbauten von Christoph Gschanig und Altarblätter von Johann Michael Feuchtmayer. In der Südwestecke befindet sich die Hofloge der Kirche, die über das Schlossgebäude zu betreten ist. Das Chorgestühl stammt von Martin Höfele und wurde auch mit Aufsätzen von Feuchtmayer ausgestattet. Der Hochaltaraufbau aus dem Jahr 1711/12 stammt von Franz Schmuzer und erhielt ein Altarblatt mit der Darstellung der Kreuzigung Christi vermutlich von Franz Carl Stauder. Die Beichtstühle wurden nach der Säkularisation zu Sakristeischränken umgebaut.

## Orgel

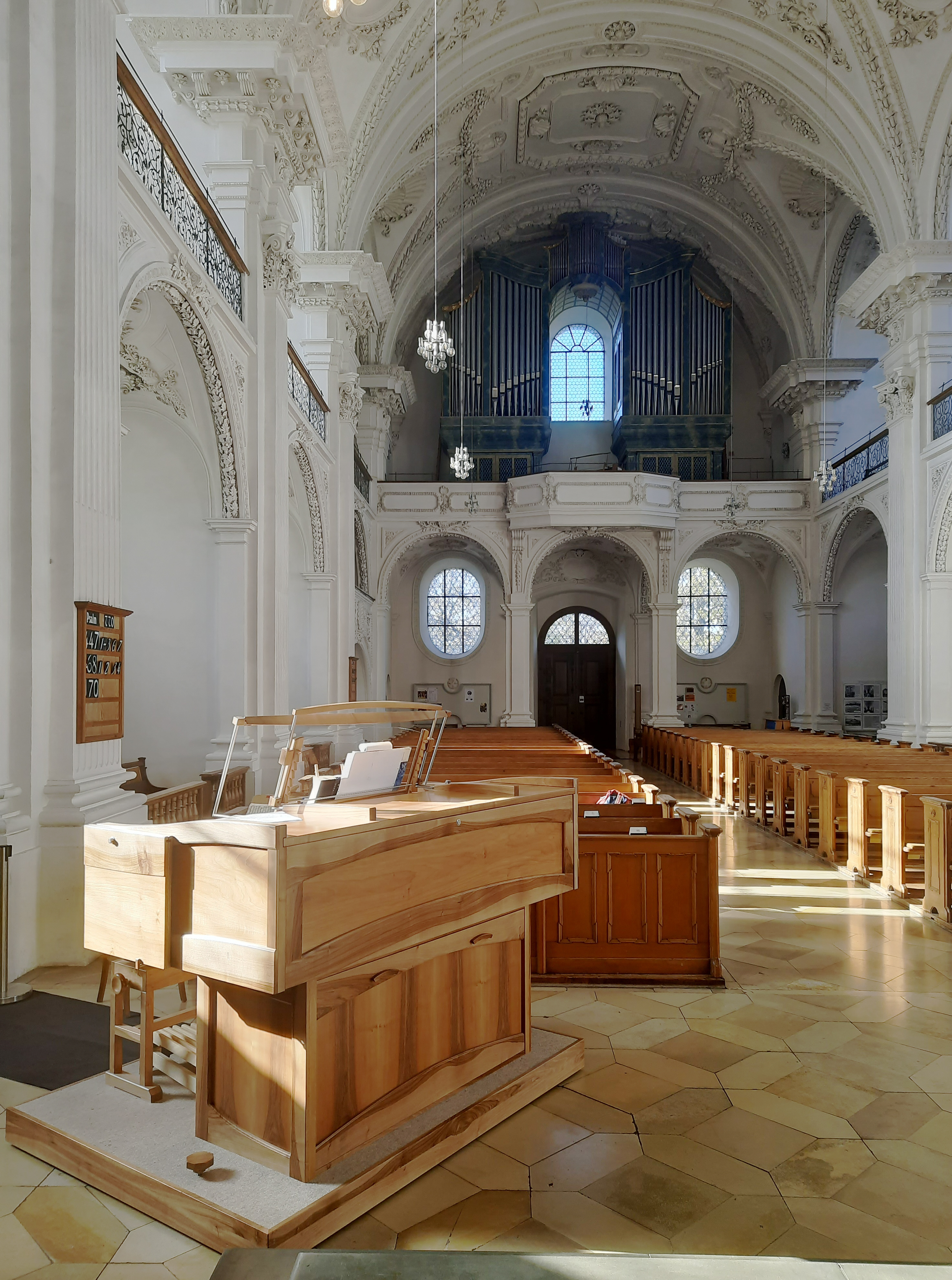
Mobiler Spieltisch und Blick zur Hauptorgel

Ursprünglich war die Kirche mit einer Hauptorgel (1698–1702) und einer Chororgel (1706) des Augsburger Orgelbauers Christoph Löw ausgestattet. Diese wurden nach der Säkularisation nach Tuttlingen bzw. Kehlen abgegeben. Als Orgel diente fortan die Orgel der ehemaligen Pfarrkirche in Altdorf, die aus rechtlichen Gründen abgebrochen werden musste, bis Carl Gottlieb Weigle 1867 ein neues Instrument erbaute, welches 1912 umgebaut und erweitert wurde. Nach der Zerstörung von Kirche und Orgel im Krieg errichtete abermals die Firma Weigle 1950/51 ein Werk - diesmal auf Schleifladen. Die nach dem Krieg zur Verfügung stehenden Materialien und Bauelemente sowie Fehler bei der Übertragung von Raummaßen führten schon bald zu erheblichen Störungen und Ausfällen bei diesem Instrument.
Die heutige, ursprünglich dreimanualige Orgel stammt in ihren Grundstrukturen (elektrische Trakturen) ebenfalls von der Orgelbaufirma Friedrich Weigle aus dem Jahr 1970 und wurde 1988 von Orgelbau Mühleisen erweitert und geändert. 2021/22 wurde sie durch die Orgelbaufirma Thomas Gaida überholt und erweitert. Dabei wurde ein neuer Zentralspieltisch für das Kirchenschiff gebaut, der bestehende elektrische Spieltisch auf der Empore erneuert, und das Werk klanglich in Disposition und Intonation verändert, wobei zusätzliche Auxiliarwerke geschaffen wurden, welche die Verwendung von Extensionsregistern in unterschiedlichen Oktavlagen ermöglichen. Die Orgel hat heute 51 Register zuzüglich zahlreicher Transmissionen und Extensionen. Die Werke (welche die früheren Manualwerke und das Pedalwerk umfassen, ergänzt durch die Auxiliarwerke) können nun den Manualen frei zugeordnet werden. Als Besonderheit verfügt das I. Manual des Zentralspieltisches über 88 Tasten (Tonumfang A2 - c5).
| I Hauptwerk C–c4 |                             |       |
|                  | Principal (= Nr. 50)        | 16′   |
|                  | Subbass (= Nr. 51)          | 16′   |
| 1.               | Lieblich Gedackt            | 16′   |
| 2.               | Principal cantans           | 8′    |
|                  | Principal magnus (= Nr. 50) | 8′    |
|                  | Subbass (= Nr. 51)          | 8′    |
| 3.               | Koppelflöte                 | 8′    |
| 4.               | Gemshorn                    | 8′    |
| 5.               | Octave                      | 4′    |
| 6.               | Spitzgambe                  | 4′    |
| 7.               | Flauto dolce                | 4′    |
| 8.               | Quinte                      | 2 ⁄3′ |
| 9.               | Superoktave                 | 2′    |
| 10.              | Cornettino IV               |       |
| 11.              | Rauschpfeife II             | 2 ⁄3′ |
| 12.              | Mixtur IV                   | 1 ⁄3′ |
|                  | Tremulant                   |       |

| II Schwellwerk C–c4       |                          |        |
| 13.                       | Holzflöte                | 8′     |
| 14.                       | Salicional               | 8′     |
| 15.                       | Schwebung                | 8′     |
| 16.                       | Prinzipal                | 4′     |
| 17.                       | Fugara                   | 4′     |
| 18.                       | Rohrtravers              | 4′     |
| 19.                       | Oktavflöte               | 2′     |
| 20.                       | Harmonia aetheria III–IV | 2′     |
| 21.                       | Fagott                   | 16′    |
| 22.                       | Oboe                     | 8′     |
|                           | Tremulant                |        |
| 0                         |                          |        |
| III Chorpositiv Nord C–c4 |                          |        |
| 23.                       | Schöngedeckt             | 8′     |
| 24.                       | Rohrflöte                | 4′     |
| 25.                       | Nasard                   | 2 ⁄3′  |
| 26.                       | Ital. Prinzipal          | 2′     |
| 27.                       | Terz                     | 1 3⁄5′ |
| 28.                       | None                     | 8⁄9′   |
| 29.                       | Zimbel III               | 1′     |
| 30.                       | Musette                  | 8′     |

| IV Schwellwerk Süd Chor C–c4 |                    |    |
| 31.                          | Geigenprinzipal    | 8′ |
| 32.                          | Flute triangulaire | 8′ |
| 33.                          | Viola              | 8′ |
| 34.                          | Nachthorn          | 4′ |
| 35.                          | Hohlflöte          | 2′ |
| 36.                          | Mixtur IV          | 2′ |
| 37.                          | Schalmey           | 8′ |
|                              | Tremulant          |    |

| Auxiliarregister |                                                   |
|                  | Hauptwerk                                         |
| 38.              | Tuba fascinosa 32′ + 16′ + 8′ + 4′                |
| 39.              | Trompeta brillosa 8′ + Clarin brilloso 4′         |
|                  | Kronwerk                                          |
| 40.              | Flauto mirabilis 8′ + 4′ + 2′ + 1′                |
| 41.              | Quintbass 10 2⁄3′ + Quinte 5 1⁄3′ + 2 ⁄3′ + 1 ⁄3′ |
| 42.              | Großterz 6 2⁄5′ + Kleinterz 3 1⁄5′ + Terz 1 3⁄5′  |
| 43.              | Septime 4 ⁄7′ + 2 ⁄7′ + 1 ⁄7′                     |
|                  | Anglikanisches Schwellwerk Chor Nord              |
| 44.              | Stopped Diapason 32′ + 16′ + 8′                   |
| 45.              | Vox mystica 8′ + 4′                               |
| 46.              | Tromba 16′ + 8′ + 4′                              |
|                  | Schwellwerk Süd                                   |
| 47.              | Flötenschwebung 8′ + 4′                           |

| Pedal C–g1 |                                    |
| 48.        | Gemshornbass 16′                   |
| 49.        | Oktavbass 8′                       |
|            | Auxiliarregister                   |
| 50.        | Principal 32′ + 16′ + 8′ + 4′ + 2′ |
| 51.        | Subbass 32′ + 16′ + 8′ + 4′ + 2′   |

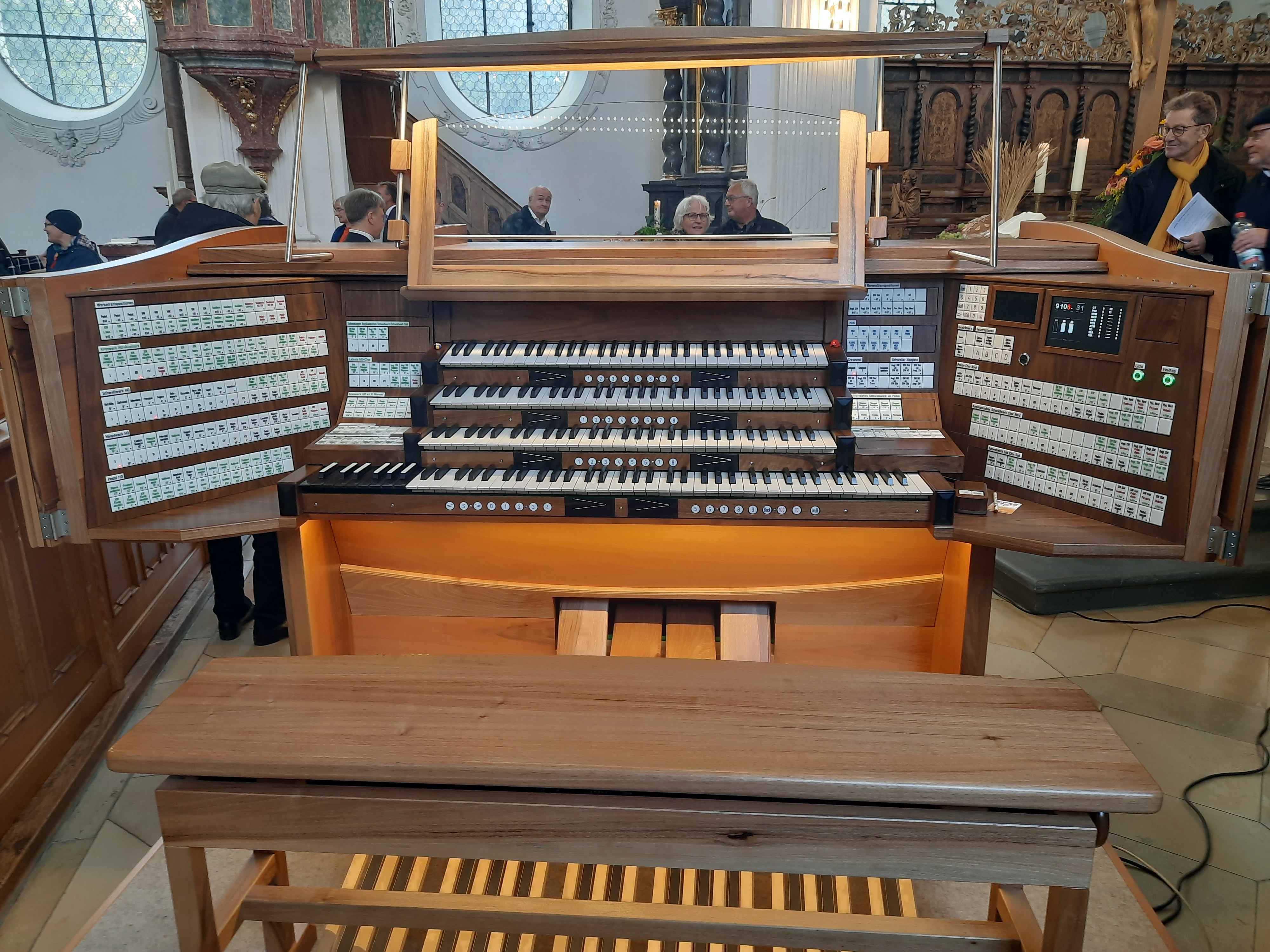
Mobiler Spieltisch
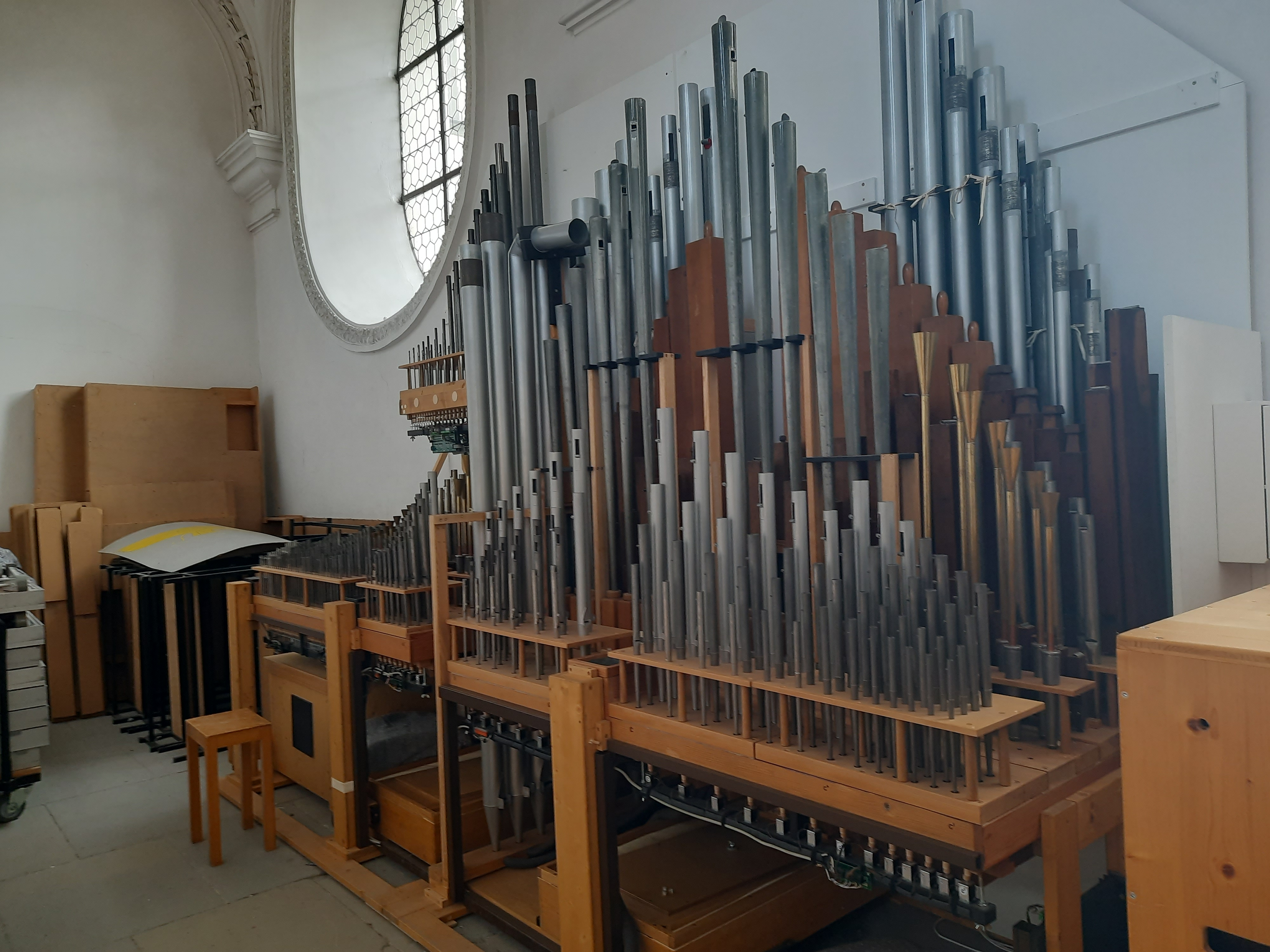
Schwellwerk Süd (noch ohne Gehäuse)
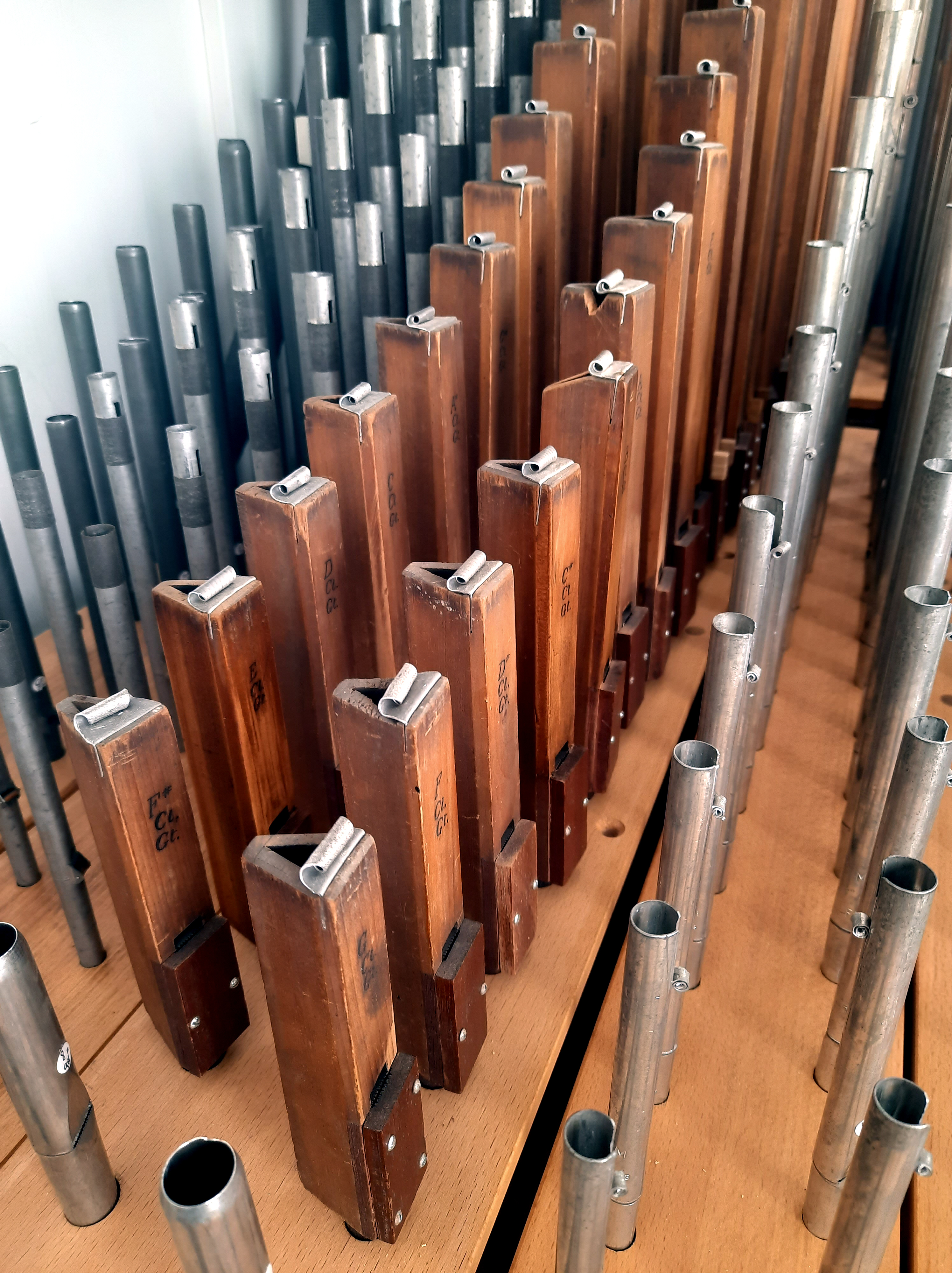
Flute triangulaire im Schwellwerk Süd
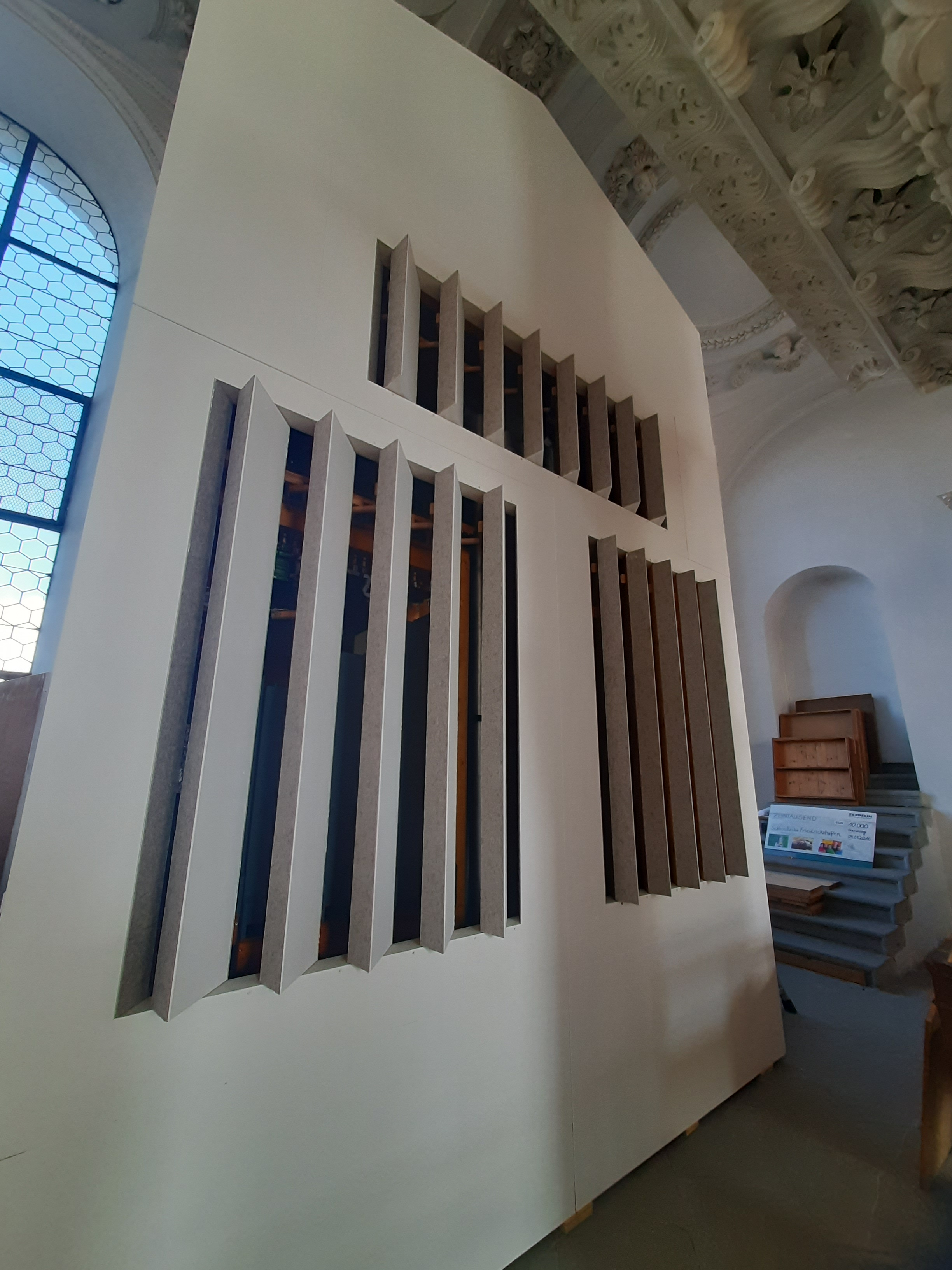
Anglikanisches Schwellwerk auf der nördlichen Chorempore

Vor dem Umbau durch Gaida hatte das Instrument 42 Register.
| I Hauptwerk C–g3 |                  |       |
| 1.               | Quintade         | 16′   |
| 2.               | Prinzipal        | 8′    |
| 3.               | Gemshorn         | 8′    |
| 4.               | Octave           | 4′    |
| 5.               | Blockflöte       | 4′    |
| 6.               | Großkornet III-V | 4′    |
| 7.               | Quinte           | 2 ⁄3′ |
| 8.               | Oktave           | 2′    |
| 9.               | Larigot          | 1 ⁄3′ |
| 10.              | Mixtur V         | 2′    |
| 11.              | Trompete         | 8′    |
| 12.              | Trompete         | 4′    |

| II Schwellwerk C–g3 |             |        |
| 13.                 | Holzflöte   | 8′     |
| 14.                 | Salicional  | 8′     |
| 15.                 | Schwebung   | 8′     |
| 16.                 | Principal   | 4′     |
| 17.                 | Rohrgedackt | 4′     |
| 18.                 | Oktavflöte  | 2′     |
| 19.                 | Sifflöte    | 1 3⁄5′ |
| 20.                 | Scharff IV  | 1′     |
| 21.                 | Fagott      | 16′    |
| 22.                 | Oboe        | 8′     |

| III Kronwerk C–g3 |                 |        |
| 23.               | Stillgedeckt    | 8′     |
| 24.               | Rohrflöte       | 4′     |
| 25.               | Nasard          | 2 ⁄3′  |
| 26.               | Ital. Prinzipal | 2′     |
| 27.               | Terz            | 1 3⁄5′ |
| 28.               | None            | 8⁄9′   |
| 29.               | Zimbel III      | 1⁄2′   |
| 30.               | Musette         | 8′     |

| Pedal C–f1 |               |         |
| 31.        | Prinzipalbass | 16′     |
| 32.        | Gemshornbass  | 16′     |
| 33.        | Quinte        | 10 2⁄3′ |
| 34.        | Octavbass     | 8′      |
| 35.        | Rohrflöte     | 8′      |
| 36.        | Basszink III  | 5 1⁄3′  |
| 37.        | Nachthorn     | 4′      |
| 38.        | Hohlflöte     | 2′      |
| 39.        | Hintersatz IV | 2 ⁄3′   |
| 40.        | Posaune       | 16′     |
| 41.        | Trompete      | 8′      |
| 42.        | Schalmei      | 4′      |

- Koppeln: II/I, III/I, III/II, II/I, I/P, II/P, III/P
- Spielhilfen: 4 freie Kombinationen, 2 Pedalkombinationen, Crescendotritt, Schwelltritt, Zungenabsteller 4 Tremulanten

## Glocken
In den beiden Türmen hängen insgesamt vier historische Glocken aus dem frühen 18. Jahrhundert, die ein spätbarockes Glockengeläut bilden. Im Glockenstuhl des Südturms hängen die drei kleineren Glocken. Sie wurden zu Beginn des Zweiten Weltkrieges konfisziert, um für die Waffenproduktion eingeschmolzen zu werden. Sie sind aber unversehrt geblieben und nach Kriegsende wieder zurückgekommen. Im Nordturm hängt als einzige die größte Glocke, die bleiben konnte. Sie hängt in einem Glockenstuhl aus Eichenholz, während im Südturm beim Wiederaufbau eine Stahlkonstruktion als Glockenstuhl eingebaut wurde.
Übersicht
- Glocke 1 • Ton B° • Gussjahr 1760, gegossen in Lindau • 3400 kg
- Glocke 2 • Ton d′ • Gussjahr 1700, gegossen in Waldshut • 1650 kg
- Glocke 3 • Ton f′ • Gussjahr 1705, gegossen in Feldkirch • 930 kg
- Glocke 4 • Ton b′ • Gussjahr 1742, gegossen in Bregenz • 430 kg